# Vítor Emanuel, Príncipe de Nápoles
Vítor Emanuel, Príncipe de Nápoles (em italiano:  Vittorio Emanuele Alberto Carlo Teodoro Umberto Bonifacio Amedeo Damiano Bernardino Gennaro Maria di Savoia; Nápoles, 12 de fevereiro de 1937 – Genebra, 3 de fevereiro de 2024), foi o último príncipe herdeiro da Itália, durante o reinado de seu pai Humberto II, o último rei de Itália.

## Carreira
Ele viveu a maior parte de sua vida no exílio, após o referendo constitucional de 1946, que afirmou a abolição da monarquia e a criação da República Italiana. Usou o título de Duque de Saboia e reivindicou a liderança da Casa de Saboia. Essas reivindicações foram contestadas por seu primo em terceiro grau, o príncipe Amadeo, Duque de Aosta, e mais tarde pelo seu filho, Aimone. Por sua mãe a princesa Maria José da Bélgica, Vitor Emanuel era primo-irmão dos reis Balduíno I e Alberto II da Bélgica, e da grã-duquesa Josefina Carlota de Luxemburgo.

## Morte
Emanuel morreu em 3 de fevereiro de 2024, aos 86 anos, em Genebra.